# 西沢一風
西沢 一風（にしざわ いっぷう、寛文5年（1665年） – 享保16年5月24日（1731年6月28日））は、江戸時代中期の書肆、浮世草子・浄瑠璃作者。名は義教、通称九左衛門。与志・集楽軒・朝義と号すが、後に一風と改める。法名は常誉貞寂禅定門。

## 来歴
寛文頃から大坂で正本屋を営んでいた西沢太兵衛の子として生まれる。元禄12年（1699年）頃より家業を継ぎ、絵入り狂言本・浄瑠璃本・歌謡関係書などの出版に携わる。浄瑠璃本は紀海音の作品を主に出版していた。家業に励む一方で、『茶屋諸分調方記』をはじめとした色茶屋案内記を作り、浮世草子作者として『新色五巻書』（元禄11年（1698年）8月）や『御前義経記』（元禄13年（1700年）3月）を刊行して人気を博す。以降は浮世草子執筆に集中するが、江島其磧との競争に敗れ、浮世草子作者としての活動は断続的なものとなる。しかし、正本屋の家業は順調で、豊竹座の浄瑠璃版元としての地位を築くだけでなく、浄瑠璃『昔米万石通』（享保10年（1725年）正月）『北条時頼記』（享保11年（1726年）4月）を執筆する。享保12年（1727年）正月、『今昔操年代記』を刊行。
享保16年（1731年）5月24日没。享年67歳。墓地は大坂下寺町の大蓮寺。

## 作風
古典を原拠とする長編構成を取ること、演劇の題材や方法を導入すること、巷説に敏感に反応することが特徴とされる。この特徴は井原西鶴の浮世草子に見られないものであり、当時の浮世草子界に新風をもたらした。その一方で、マンネリズムや構成の稚拙さが欠点とされる。

## 作品
浮世草子
- 『新色五巻書』（元禄11年（1698年）8月）
- 『御前義経記』（元禄13年（1700年）3月）
- 『今源氏空船』（正徳6年（1716年）正月）
- 『色縮緬百人後家』（享保3年（1718年）正月）
- 『乱脛三本鑓』（享保3年（1718年）正月）
- 『熊坂今物語』（享保14年（1729年）正月）

浄瑠璃
- 『井筒屋源六恋寒晒』（享保8年（1723年）7月）
- 『頼政追善芝』（享保9年（1724年）2月）
- 『昔米万石通』（享保10年（1725年）正月）
- 『大仏殿万代石楚』（享保10年（1725年）10月）
- 『北条時頼記』（享保11年（1726年）4月）